# Пал Јавор (фудбалер)
Пал Јавор (Јакубек) (мађ. Jávor Pál (Jakubek), Ујпешт, 5. фебруар 1907 — Ујпешт, 5. фебруар 1989), био је мађарски фудбалер, репрезентативац, нападач, најбољи стрелац лиге, затим тренер.

## Каријера
Године 1924. почео је да игра фудбал у тиму Ујпешта МТЕ. Од 1926. постао је играч и стандардни члан прве једанаесторице ФК Ујпешта. Године 1929. прелази у ФК Шомођ.  У фебруару 1932. вратио се у Ујпешт, где је са клубом освојио две титуле првака (1932/33, 1934/35). У првој лиги, постао је и најбољи стрелац лиге. Године 1935. потписао је уговор са тимом ЧсШК Братислава у Чехословачкој. Вратио се кући 1938. и играо још годину дана у тиму ВМФЦ Чепел.

## Репрезентација
Године 1932. појавио се у репрезентацији 1 пут, и то на пријатељској утакмици против репрезентација Италије. Утакмица је одиграна 27. новембра 1932. године у Милану, Италија на стадиону Сан Сиро. Утакмица је завршила победом Италије са 4 : 2.

## Тренер
У сезони 1937/38, док је још као играч, радио је као тренер за тим ЧсШК Братислава. Године 1939. стекао је диплому фудбалског тренера а од 1940. године постао је главни тренер у свом последњем клубу, ВМФЦ Чепел. Са тимом је освајао шампионске титуле 1942. и 1943. године. Између 1945. и 1947. вратио се у Ујпешт као тренер и освојио три титуле првака са тимом. Од 1955. године је радио као главни тренер. Између 1956. и 1960. поново је радио у Чепелу, а 1959. је напустио клуб са шампионском титулом. Седео је на клупи на укупно 431 лигашкој утакмици.